# جورج هاي لي
جورج هاي لي (بالإنجليزية: George Hay Lee)‏ هو محامي وقاضي أمريكي، (و. 1808 – 1873 م).